# Academia Sinaí
La Academia Sinaí es una
escuela secundaria privada ubicada en Brooklyn, Nueva York, Estados Unidos. La academia Sinaí es una escuela secundaria y preparatoria privada judía ortodoxa, que actualmente está ubicada en la sección Bensonhurst del barrio de Brooklyn, en Nueva York, cuyos estudiantes solían ser principalmente hijos de inmigrantes de la antigua Unión Soviética, aunque recientemente, la academia se ha expandido hacia otros grupos demográficos, incluidos los judíos sirios, la comunidad sefardí y otros miembros de la comunidad judía.

## Historia
La academia fue fundada en 1987 por Aryeh Katzin, durante los años de máxima inmigración de refugiados judíos de la antigua Unión Soviética, contando con el apoyo de los principales rabinos ortodoxos de los Estados Unidos, especialmente del rabino Elya Svei de la Yeshivá Talmúdica de Filadelfia. 

## Currículum académico
La academia Sinaí es una escuela con un doble currículo: Las tres primeras clases de cada día son de estudio del idioma hebreo y estudios judaicos, seguidas de cinco clases de estudios generales. La academia ofrece una serie de clases de ubicación avanzada, cálculo infinitesimal, economía, macroeconomía, microeconomía, historia, psicología, lenguaje y oratoria.

## Actividades extraescolares
La academia Sinaí ofrece varias actividades extraescolares, incluido un club de cine, un club de debate, y ocasionalmente, participan en la conferencia Modelo de Naciones Unidas celebrada en Nueva York.